# 内阻

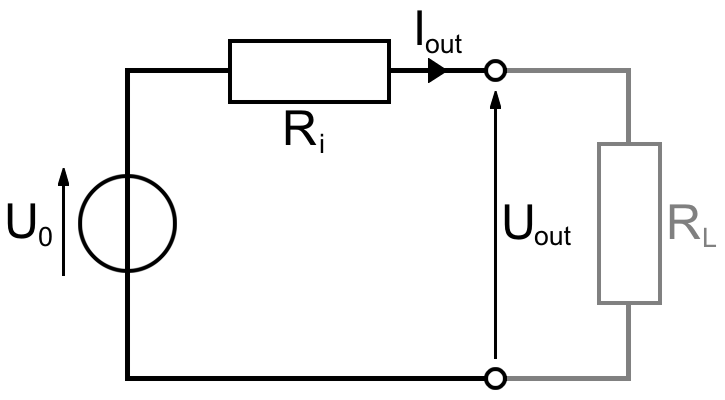
理想電壓源的内電阻（R_{i}）是零

理想電流源的内電阻（R_{i}）是無限大

内阻，又称内电阻（internal resistance），是指电源内部存在对电流的阻碍作用。
在理想状态中，電壓源的串聯内電阻等於零，即是沒有電壓下降。但在实际电源中，均存在内阻。实际电源可视为一个内阻为0的理想电源与一个电阻串联。在使用电源时，内阻会消耗一部分电能，同时也是使电源发热的原因之一。
理想電流源的並聯内電阻是無限大，即是沒有電流流到此分支。
事实上，不仅电源，其他电学设备，例如电流表、电压表以及电磁感应中的线圈等均存在内阻。
有的时候，例如冶炼金属，需要利用内阻产生的热能；而有的时候则需要尽量降低内阻的热效应，如在远距离电力传输的过程中采用提高电压的方式来减少电能损耗。

## 电池内阻
电池可以用電壓源和數個RC電路串聯的模型來模擬，這類模型稱為等效電路模型（equivalent circuit models）。其他的常見的模型則是物理化學模型（physiochemical model），會和濃度和反應速率有關。電池的內組和其大小、電量狀庇、化學性質、壽命、溫度以及放電電流有關。其中有和材料成份的电阻率有關的電子成份，以及和电解质電導率、離子遷移率、電化學反應速率、電極表面積等电化学因素有關的離子成份。電池內阻的量測有其指南，其中有規範量測條件，但結果可能無法適用於不同條件下的應用。利用交流電的量測（一般會使用1 kHz的頻率），因為其頻率遠高於其中較慢的電化學反應，可能會低估其阻值。內阻和溫度有關；例如新的劲量AA鹼性電池在-40 °C時其內阻較高，為0.9 Ω，原因是低溫會降低了離子遷移率，在室溫下則是0.15 Ω，在40 °C時更降到約0.1 Ω 。內阻的下降，主要是因為電解質擴散係數的上昇所導致。
電池的內阻可以用開路電壓VNL、負載電壓VFL和負載電阻RL來計算：
{\displaystyle R_{\text{int}}=\left({{\frac {V_{\text{NL}}}{V_{\text{FL}}}}-1}\right){R_{\text{L}}}}
也可以用過電位η和電流I來表示：
{\displaystyle R_{int}={\frac {\eta }{I}}}
計多等效串聯電阻（ESR）表（在本質上是量測電容器等效串聯電阻的交流微歐姆表）可以用來估測電池內阻，特別是用來檢查電量狀態，而不是要取得準確的直流值。有些充電電池的充電器也可以量測ESR。
在使用時，原電池端子上的電壓會持續下降，降到無法驅動電路為止。主要不是因為等效電壓源的電壓下降，而是因為內阻的上昇。
對於可充電的鋰離子聚合物電池，內阻主要是和電量狀態有關，內阻也會隨著電池使用而增加，原因是在電極上建立了不導電的固態電解質相間層（solid electrolyte interphase），這是很好用來預測電池壽命的指標。
在電池內阻量測上，有分為用直流訊號量測直流內阻（DCIR），以及用交流訊號量測交流內阻（ACIR）。